# Utility Muffin Research Kitchen
Utility Muffin Research Kitchen (también conocido por su acrónimo UMRK) fue un estudio de grabación perteneciente al músico y compositor estadounidense Frank Zappa. Construido en casa de Zappa, sirvió para la grabación de mucho de su material.
El estudio se puso en marcha el 1 de septiembre de 1979. Se utilizó por primera vez para grabar varias de las canciones que aparecen en el álbum You Are What You Is de 1980. Missing Persons fue uno de los pocos artistas que grabaron en el estudio Utility Muffin Research Kitchen, creando una demo que dio como resultado su EP Missing Persons de 1982.